# Рагнар Сигурдсон
Рагнар Сигурдсон (исл. ‎‎Ragnar Sigurðsson; Рејкјавик, 19. јун 1986) професионални је исландски фудбалер који примарно игра у одбрани на позицији центархалфа.

## Клупска каријера
Рагнар је професионалну каријеру започео у екипи Филкјира из Рејкјавика за који је играо три сезоне у периоду 2004−2006. Потом прелази у шведски Гетеборг са којим већ прве сезоне осваја титулу првака Шведске, а током исте сезоне Сигурдсон је одиграо у целости свих 26 првенствених утакмица. Са одличним играма наставља и наредне сезоне у којој су освојени трофеји купа и суперкупа. 
Након четири и по сезоне у Шведској и 139 одиграних утакмица за Гетеборг, Сигурдсон у јулу 2011. за око 800.000 евра прелази у дански Копенхаген са којим потписује четворогодишњи уговор. У првенству Данске је играо наредне две и по сезоне и у том периоду је са Копенхагеном освојио титулу првака и трофеј намењен победнику купа. 
У наредном периоду играо је и за руски Краснодар и енглески Фулам, а у јануару 2018. као слободан играч потписује двогодишњи уговор са руским Ростовом. У Ростову је играо са сународњацима Ингасоном и Сигурдасоном. 

## Репрезентативна каријера
За сениорску репрезентацију Исланда дебитовао је 22. августа 2007. у пријатељској утакмици са селекцијом Канаде, и од тада има статус стандардног репрезентативца. Прво велико тамичење на ком је наступио било је Европско првенство 2016. у Француској, уједно и први велики турнир на који се селекција Исланда уопште пласирала. На „Евру” је одиграо свих пет утакмица за Исланд, укључујући и утакмицу осмине финала против Енглеске у којој је постигао изједначујући погодак при вођству Енглеза од 1:0 (утакмица је завршена победом Исланда резултатом 2:1). 
Селектор Хејмир Халгримсон уврстио га је на списак играча за Светско првенство 2018. у Русији, где је одиграо све три утакмице групне фазе такмичења (група Д).

### Голови за репрезентацију
| №  | Датум              | Место     | Ривал    | Гол. | Рез. | Такмичење                 |
| -- | ------------------ | --------- | -------- | ---- | ---- | ------------------------- |
| 1. | 16. новембар 2014. | Плзењ     | Чешка    | 1:0  | 1:2  | Квалификације за ЕП 2016. |
| 2. | 27. јун 2016.      | Ница      | Енглеска | 1:1  | 2:1  | Европско првенство 2016.  |
| 3. | 6. октобар 2016.   | Рејкјавик | Финска   | 3:2  | 3:2  | Квалификације за СП 2018. |

## Успеси и признања
ФК Гетеборг
- Првенство Шведске (1): 2007.
- Шведски куп (1): 2008.
- Шведски суперкуп (1): 2008.

 ФК Копенхаген
- Првенство Данске (1): 2012/13.
- Дански куп (1): 2011/12.